# Evangelische Kirche Oberdreis

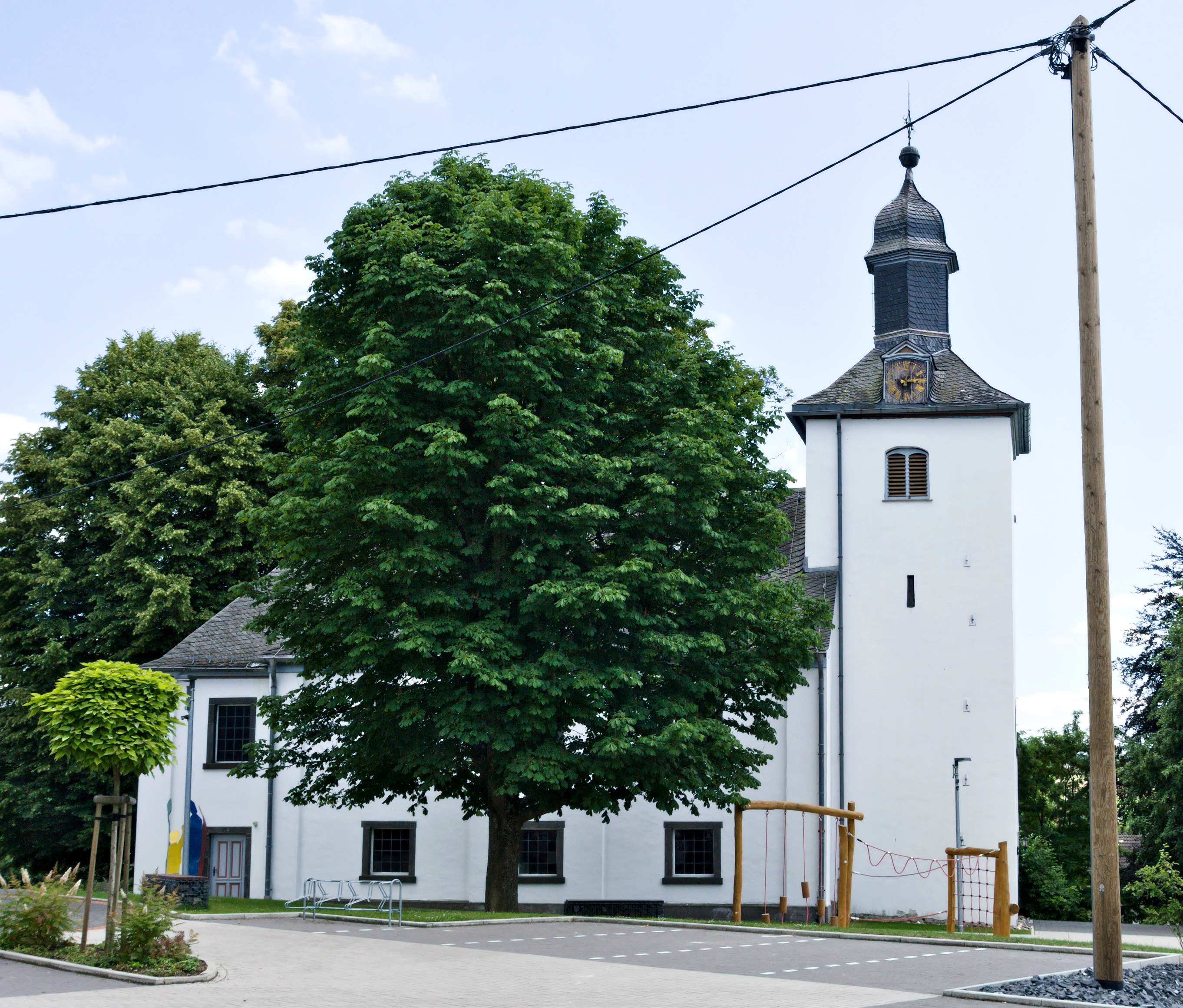
Evangelische Kirche in Oberdreis

Die Evangelische Kirche Oberdreis ist ein denkmalgeschütztes Kirchengebäude in Oberdreis, einer Ortsgemeinde im Landkreis Neuwied im Norden von Rheinland-Pfalz. Sie gehört zur Evangelischen Kirchengemeinde Puderbach im Kirchenkreis Wied der Evangelischen Kirche im Rheinland.

## Geschichte
Das Kirchspiel Oberdreis wurde 1525 zum ersten Mal dokumentiert. Schutzpatron der Kirche war St. Petrus. Im Dreißigjährigen Krieg wurde die Kirche von Truppen als Pferdestall genutzt. 1791 wurde ein Kirchenneubau erwogen. 1794 wurde der erste Bauabschnitt erstellt. 1802 wurde die Kirche in Gebrauch genommen. Die Kanzel und das Kirchengestühl bestanden zu diesem Zeitpunkt noch aus rohem Holz. 1845 wurde die erste Orgel eingeweiht, welche mit Kollekten aus Köln, Düsseldorf, Barmen, Elberfeld und Remscheid finanziert wurde. 1900 wurden an der Kirche Reparaturen ausgeführt und zwei neue Glocken angeschafft.

## Orgel

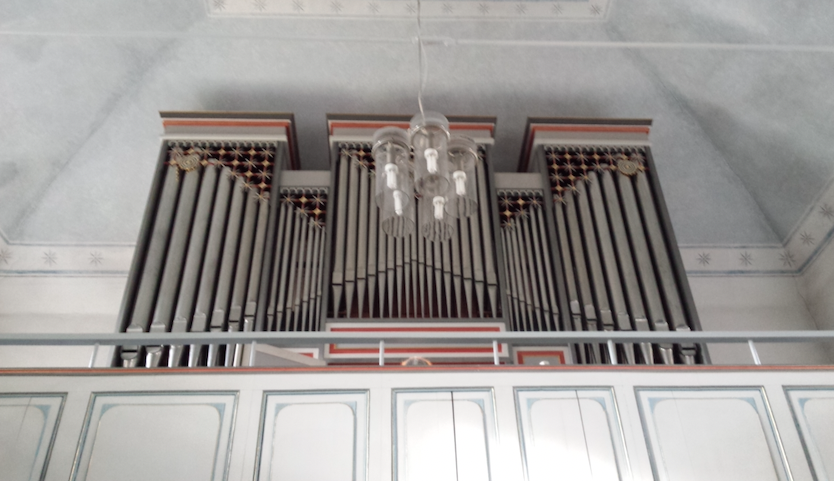
Orgel von 1978

1978 erhielt die Kirche eine neue Orgel aus der Werkstatt Hardt. Das Instrument wurde von Hans Klotz disponiert, welcher es in seinem Standardwerk Das Buch von der Orgel als Beispiel für eine kleine Orgel anführt. Die Orgel hat drei Manuale und Pedal, das erste Manual dient als Koppelmanual. Die Disposition lautet:
| I und III Hauptwerk C–g3 |    |
| Prinzipal                | 8′ |
| Rohrflöte                | 8′ |
| Oktave                   | 4′ |
| Waldflöte                | 2′ |
| Sesquialtera II          |    |
| Mixtur IV                |    |
| Tremulant                |    |

| II Schwellwerk C–g3 |    |
| Gemshorn            | 8′ |
| Spillflöte          | 4′ |
| Prinzipal           | 2′ |
| Zimbel III          | 1′ |
| Dulzian             | 8′ |
| Tremulant           |    |

| Pedal C–f1 |         |
| Subbass    | 16′     |
| Offenbaß   | 8′      |
| Choralbaß  | 4′ + 2′ |

Organist der Kirche war von 1962 bis 2023 Siegfried Klein, Träger der Ehrennadel des Landes Rheinland-Pfalz.

## Persönlichkeiten im Zusammenhang mit der Kirche
Der Philosoph und Indologe Paul Deussen wurde 1845 im Pfarrhaus als Sohn des Oberdreiser Pfarrers geboren und nach seinem Tod in Kiel 1919 neben der Evangelischen Kirche in Oberdreis beerdigt.